# Boris Tortunow
Boris Władimirowicz Tortunow (ros. Борис Владимирович Тортунов; ur. 14 sierpnia 1973 w Czelabińsku) – rosyjski hokeista, trener.

## Kariera zawodnicza
- Mieczeł Czelabińsk (1991-1992)
- Mietałłurg Magnitogorsk (1992-1996)
- Mietałłurg 2 Magnitogorsk (1993-1996)
- Nieftiechimik Niżniekamsk (1996-1997)
- Nieftiechimik 2 Niżniekamsk (1996-1997)
- Mietałłurg Magnitogorsk (1997-2000)
- Torpedo Jarosław (2000-2001)
- Łokomotiw Jarosław (2000-2001)
- Krylja Sowietow Moskwa (2001-2002)
- Mietałłurg Magnitogorsk (2002-2003)
- Mietałłurg 2 Magnitogorsk (2002-2003)
- Chimik Woskriesiensk (2003)
- Ak Bars Kazań (2003)
- Traktor Czelabińsk (2004-2005)
- Traktor 2 Czelabińsk (2004-2005)
- Awangard Omsk (2005-2007)
- Omskie Jastrieby (2005-2006)
- Awangard 2 Omsk (2005-2007)
- Dynama Mińsk (2007)
- Dynama 2 Mińsk (2007)
- Witiaź Czechow (2007-2009)
- Acroni Jesenice (2009/2010)

## Kariera trenerska
- Saryarka Karaganda (2013-2015)
- Czełmiet Czelabińsk (2016-2017)
- Gorniak Rudnyj (2017-2018)
- HK Ałmaty (2018-2019)
- Humo Taszkent (2019-2020)
- HK Rostów (2020-)

Po zakończeniu kariery zawodniczej podjął pracę trenera bramkarzy.